# يوكي هاشيموتو
يوكي هاشيموتو (باليابانية: 橋本 裕貴) (20 أكتوبر 1994 في كاناغاوا في اليابان – )؛ هو لاعب كرة قدم سابق كان يلعب كلاعب وسط.

## وصلات خارجية
- يوكي هاشيموتو على موقع رابطة كرة القدم اليابانية للمحترفين (اليابانية)
- يوكي هاشيموتو على موقع Soccerway.com (الإنجليزية)